# Niszczyciele typu Asashio
Niszczyciele typu Asashio (jap. 朝潮 Asashio) – typ japońskich niszczycieli okresu przedwojennego i II wojny światowej, składający się z 10 jednostek, a także nazwa głównego okrętu typu.

## Historia
Duże niszczyciele typu Asashio zamówiono w ramach japońskiego drugiego programu wymiany starszych jednostek floty z 1934 roku. Po serii silnie uzbrojonych dużych niszczycieli typu Fubuki (tzw. „specjalnego typu”) z końca lat 20., japońska marynarka wojenna zamówiła 16 nieco mniejszych jednostek typów Hatsuharu i będącego jego rozwinięciem typu Shiratsuyu. Okręty te, mimo silnego uzbrojenia i dużego zasięgu pływania, w założeniu miały mieścić się w limitach wyporności dla niszczycieli (1500 t), nałożonych traktatem londyńskim z 1930. Na skutek ograniczenia wielkości, nie były jednak zbyt udane, mimo faktycznego przekroczenia traktatowej wyporności. Ich uzbrojenie w porównaniu z typem Fubuki zredukowano z 6 do 5 dział 127 mm, przy tym nieudane było rozmieszczenie dwóch wież artylerii na rufie na jednym poziomie, spowodowane obawami o stateczność. W konsekwencji, japoński Sztab Generalny zdecydował powrócić do konstruowania dużych niszczycieli o uzbrojeniu porównywalnym ze „specjalnym typem” oraz o wyższej prędkości, niż poprzednie typy i pozbawionych ich wad.
Okręty typu Asashio wywodziły się konstrukcyjnie z typu Shiratsuyu, jednakże były znacznie powiększone, w tym nieco poszerzono ich kadłub dla uzyskania lepszej stateczności. Dzięki temu, można było na rufie rozmieścić dwie dwudziałowe wieże, w dwóch poziomach, przez co uzbrojenie artyleryjskie wzrosło do 6 dział 127 mm. Uzbrojenie torpedowe pozostało takie, jak na poprzednim typie (w porównaniu z „typem specjalnym” liczba wyrzutni zmniejszyła się o jedną, lecz liczba dostępnych torped wzrosła o jedną, a czterorurowe aparaty zapewniały lepsze wykorzystanie masy od trójrurowych). Wyporność niszczycieli wprawdzie wzrosła ponad limity traktatowe, lecz Japonia w tym okresie odeszła już potajemnie od ich przestrzegania dla nowo budowanych okrętów, a wkrótce także odeszła oficjalnie. Na okrętach zastosowano ponadto bardziej efektywne siłownie, niż na poprzednich typach (kotły o ciśnieniu 22 w miejsce 18,3 atm).
| Nazwa       | Rozpoczęcie budowy/stocznia   | Data wodowania | Wejście do służby | Data zatopienia      |
| ----------- | ----------------------------- | -------------- | ----------------- | -------------------- |
| „Asashio”   | 07.09.1935, Sasebo            | 16.12.1936     | 31.08.1937        | 4 marca 1943         |
| „Arashio”   | 01.10.1935, Kawasaki, Kobe    | 26.05.1937     | 30.12.1937        | 4 marca 1943         |
| „Michishio” | 05.11.1935, Fujinagata, Osaka | 15.03.1937     | 31.10.1937        | 25 października 1944 |
| „Minegumo”  | 22.03.1936, Fujinagata, Osaka | 04.11.1937     | 30.04.1938        | 6 marca 1943         |
| „Natsugumo” | 01.07.1936, Sasebo            | 26.05.1937     | 10.02.1938        | 12 października 1942 |
| „Oshio”     | 05.08.1936, Maizuru           | 19.04.1937     | 31.10.1937        | 20 lutego 1943       |
| „Yamagumo”  | 04.11.1936, Fujinagata, Osaka | 24.07.1937     | 15.01.1938        | 25 października 1944 |
| „Kasumi”    | 01.12.1936, Uraga Dock        | 18.11.1937     | 24.06.1938        | 7 kwietnia 1945      |
| „Asagumo”   | 23.12.1936, Kawasaki, Kobe    | 05.11.1937     | 31.03.1938        | 25 października 1944 |
| „Arare”     | 05.03.1937, Maizuru           | 16.11.1937     | 15.04.1938        | 5 lipca 1942         |

Po wejściu do służby „Asashio”, ujawniła się wada niszczycieli w postaci słabej manewrowości na skutek nieudanej konstrukcji steru, jednakże uległa ona polepszeniu po przekonstruowaniu rufy.Drugą wadą były niesprawności nowych turbin parowych, prowadzące do uszkodzenia łopatek, jednakże przed przystąpieniem Japonii do wojny zostały one wyeliminowane.

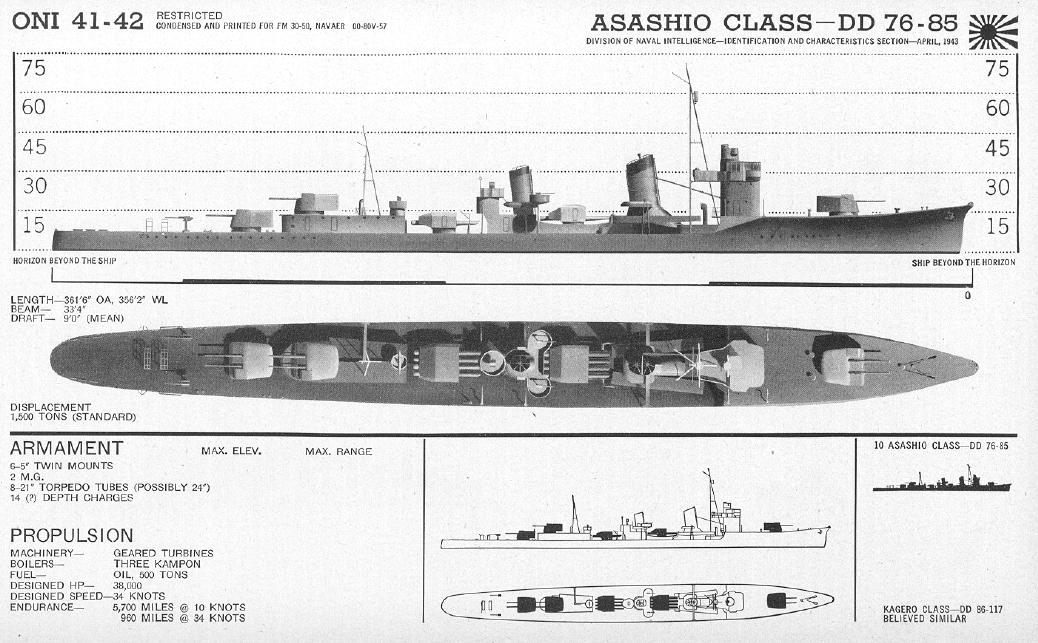
Uproszczony szkic rozpoznawczy typu Asashio

## Opis konstrukcji
Niszczyciele typu Asashio miały typową architekturę dla japońskich niszczycieli. Kadłub miał podwyższony pokład dziobowy na niecałej 1/3 długości. Na pokładzie dziobowym znajdowała się jedna dwudziałowa wieża artylerii, a za nią krótka, wieżowa nadbudówka. Dwie pozostałe wieże znajdowały się na pokładzie rufowym i niskiej nadbudówce rufowej, w dwóch poziomach. Spaliny z trzech kotłów były odprowadzane przez dwa kominy, pomiędzy którymi była umieszczona na postumencie w osi podłużnej okrętu poczwórna wyrzutnia torpedowa; druga wyrzutnia była umieszczona na pokładzie za drugim kominem, połączonym z niewielką nadbudówką. Za wyrzutniami znajdowały się pojemniki na torpedy zapasowe (dla pierwszej wyrzutni – po dwa po obu stronach drugiego komina, dla drugiej wyrzutni – cztery wkomponowane w lewą stronę nadbudówki rufowej).
Niszczyciele typu Asashio miały silne uzbrojenie artyleryjskie i torpedowe, składające się po wejściu do służby z 6 dział kalibru 127 mm i 8 wyrzutni torped z zapasem 16 torped, przy tym stosowane na japońskich niszczycielach torpedy kalibru 610 mm były znacznie skuteczniejsze od torped kalibru 533 mm, używanych powszechnie przez większość państw. Działa artylerii głównej dzięki kątowi podniesienia 55° w wieżach typu C (Hei), mogły w niewielkim zakresie zwalczać samoloty. Typowe dla japońskich niszczycieli od „typu specjalnego” rozmieszczenie dział w zamkniętych wieżach polepszało warunki obsługi. Na niszczycielach typu Asashio jako pierwszych zastosowano nowe działka przeciwlotnicze 25 mm Typ 96, będące następnie standardową bronią japońskiej marynarki, lecz mimo to lekkie uzbrojenie przeciwlotnicze było słabszą stroną okrętów ze względu na niewielki kaliber działek i początkowo małą ich liczbę (dwa podwójne działka automatyczne 25 mm po obu stronach drugiego komina).
Uzbrojenie przeciwlotnicze po wybuchu wojny stało się niewystarczające, wobec dominującej roli lotnictwa. Na czterech ocalałych okrętach na przełomie 1943 i 1944 wzmocniono je do 15 działek 25 mm, kosztem zdemontowanej drugiej wieży artylerii głównej i zmniejszenia liczby dział 127 mm do czterech. W porównaniu z okrętami amerykańskimi minusem jednak było stosowanie działek przeciwlotniczych stosunkowo małego kalibru oraz o mniejszej skuteczności naprowadzania, zwłaszcza przeciwko szybko poruszającym się celom. Od połowy 1944 liczbę działek przeciwlotniczych 25 mm zwiększano maksymalnie do 28. Zwiększano również zapas bomb głębinowych. Wzmocnienie uzbrojenia pociągało za sobą wzrost wyporności standardowej do ok. 2000 t (pełnej do ok. 2635 t) i zmniejszenie prędkości do ok. 29 w.
Rozwinięciem typu Asashio były niszczyciele typów Kagero i Yugumo – podstawowe japońskie jednostki tej klasy podczas wojny.

## Służba
Niszczyciele typu Asashio brały udział w większości głównych operacji floty japońskiej począwszy od przystąpienia Japonii do II wojny światowej, zazwyczaj w większych zespołach z niszczycielami innych typów. „Asagumo” był jednym z najaktywniejszych niszczycieli floty japońskiej. Wszystkie zostały zatopione podczas wojny. Cztery jednostki zostały zatopione przez amerykańskie okręty nawodne, dwa padły ofiarą okrętów podwodnych, pozostałe cztery zostały zatopione przez lotnictwo amerykańskie. Dwa utracono w 1942, cztery w 1943, trzy w 1944 i jeden w 1945 roku.
Niszczyciele grupowane były w czterookrętowe dywizjony (Kuchikutai), przydzielane do eskadr (określanych też jako flotylle, Suiraisentai). Początkowo i przez większość swej kariery „Arashio”, „Asashio”, „Michishio” i „Oshio” tworzyły 8. Dywizjon, „Asagumo”, „Minegumo”, „Natsugumo” i „Yamagumo” 9. Dywizjon, a „Arare” i „Kasumi” należały do 18. Dywizjonu.
Dwa okręty („Arare” i „Kasumi”) brały udział w osłonie lotniskowców i tankowców 1. Zespołu Uderzeniowego, dokonującego otwierającego wojnę na Pacyfiku ataku na Pearl Harbor, następnie ataków m.in. na Rabaul (styczeń 1942), w końcu rajdu na Ocean Indyjski w marcu-kwietniu 1942. Na początku wojny na Pacyfiku większość niszczycieli typu Asashio działała jednak od grudnia 1941 do maja 1942 na wodach Azji Południowo-Wschodniej, osłaniając lądowania wojsk japońskich w Malezji, na Filipinach i wyspach Indonezji. Najbardziej udaną akcją, związaną wyłącznie z okrętami tego typu, stała się nocna bitwa w cieśninie Badung 19 lutego 1942, w której brały udział cztery niszczyciele 8. Dywizjonu, z czego „Asashio” i „Oshio” skutecznie stawiły samotnie czoła znacznie silniejszemu alianckiemu zespołowi krążowników i niszczycieli, topiąc niszczyciel „Piet Hein” i uszkadzając inne okręty (niszczyciel „Michishio” odniósł w tym starciu poważne uszkodzenia). Trzy niszczyciele 9. Dywizjonu wzięły udział w bitwie na Morzu Jawajskim 27 lutego 1942, uczestnicząc w zatopieniu brytyjskiego niszczyciela HMS „Electra”.
Na przełomie maja i czerwca 1942 siedem okrętów wzięło udział w bitwie pod Midway, w składzie osłony zespołu inwazyjnego (9 dywizjon), zespołu wsparcia ogniowego desantu (8 Dywizjon) i zespołu inwazyjnego (18 Dywizjon), nie walcząc bezpośrednio z okrętami. Dwa okręty 8 Dywizjonu („Asashio” i „Arashio”) zostały jednak uszkodzone 6 czerwca przez lotnictwo. Przez cały okres, pomiędzy poszczególnymi kampaniami, niszczyciele wypełniały też zadania eskorty konwojów i okrętów pomiędzy Japonią a zdobytymi terenami i pomiędzy poszczególnymi wyspami, bazując głównie w Truk i Rabaul. W czerwcu i lipcu część wzięła udział w kampanii na Aleutach, podczas której „Arare” został zatopiony, a „Kasumi” poważnie uszkodzony 5 lipca 1942 koło Kiski przez amerykański okręt podwodny USS Growler.
Począwszy od października 1942, do siedmiu niszczycieli tego typu brało udział w kampanii na Wyspach Salomona, przede wszystkim kilkumiesięcznych walkach o Guadalcanal. Oprócz osłony lotniskowców w powietrzno-morskiej bitwie koło wschodnich Salomonów (sierpień 1942), poszczególne jednostki brały udział w starciach z flotą amerykańską koło przylądka Esperance, pierwszej i drugiej bitwie pod Guadalcanalem oraz bombardowaniu wyspy (listopad 1942), a przede wszystkim na pokładach dowoziły posiłki na Guadalcanal w nocnych rejsach zaopatrzeniowych, tzw. „Tokyo Express”, a w lutym 1943 ewakuowały stamtąd wojska. W listopadzie-grudniu 1942 wykonywały też rejsy zaopatrzeniowe na Bunę (północne wybrzeże Nowej Gwinei). Po upadku Guadalcanalu działały w rejonie zachodnich Wysp Salomona i Archipelagu Bismarcka. Dwa okręty, „Asashio” i „Arashio” zostały zatopione przez amerykańskie lotnictwo w bitwie na Morzu Bismarcka 3–4 marca 1943. W marcu-kwietniu 1943 niszczyciele m.in. dowodziły posiłki na Kolombangarę, przy czym 6 marca 1943 „Minegumo” zatopiony został przez amerykańskie krążowniki w nocnej bitwie w zatoce Kula.
Trzy z czterech ocalałych okrętów wzięły udział w bitwie na Morzu Filipińskim w czerwcu 1944, eskortując lotniskowce, bez starć z okrętami. Wszystkie cztery jednostki wzięły udział w bitwie o Leyte, podczas której trzy („Asagumo”, „Yamagumo” i „Michishio”) zostały zatopione przez amerykańskie okręty nawodne 25 października 1944 w starciu w cieśninie Surigao. Ostatni ocalały „Kasumi” pełnił jeszcze zadania eskortowe, a w grudniu bombardował wyspę Mindoro, po czym wziął udział w ostatniej dużej akcji marynarki japońskiej – „szarży” pancernika „Yamato” (operacja Ten-gō), podczas której został zatopiony 7 kwietnia 1945 na zachód od Nagasaki przez amerykańskie lotnictwo.

## Losy okrętów w skrócie
„Arare” (pol. „Grad”) (18. Dywizjon) – osłona lotniskowców podczas ataku na Pearl Harbor (grudzień 1941), ataków na Rabaul, Kavieng (styczeń 1942), rajdu na Ocean Indyjski (marzec-kwiecień 1942). Bitwa pod Midway (czerwiec 1942, zespół inwazyjny). Zatopiony 5 lipca 1942 koło Kiski (Aleuty) przez amerykański okręt podwodny USS Growler (104 zabitych).
„Arashio” (pol. „Burzliwy morski przypływ”) (8. Dywizjon) – działania na wodach Malajów i Indonezji, bitwa w cieśninie Badung 19 lutego 1942. Bitwa pod Midway (zespół wsparcia desantu) – uszkodzony trafieniem bomby 6 czerwca 1942 (37 zabitych, naprawy do października). Działania na wodach zachodnich Wysp Salomona, rejsy zaopatrzeniowe na Bunę (listopad-grudzień 1942), Guadalcanal i Rekata (styczeń-luty 1943). Uszkodzony 3 marca 1943 na Morzu Bismarcka przez amerykańskie lotnictwo armijne, opuszczony, dobity przez samoloty 4 marca 1943 (72 zabitych).
„Asagumo” (pol. „(Białe) Poranne chmury”) (9. Dywizjon) – działania na wodach Filipin i Indonezji; bitwa na Morzu Jawajskim 27 lutego 1942 – lekko uszkodzony przez brytyjski niszczyciel HMS „Electra” (trafienie w maszynownię, 4 zabitych), wziął udział w jego zatopieniu. Naprawy do maja. Bitwa pod Midway (czerwiec 1942, zespół osłony), bitwa koło wschodnich Salomonów (sierpień 1942). Działania pod Guadalcanalem (październik 1942 – luty 1943): rejsy zaopatrzeniowe Tokyo Express, bitwa koło przylądka Esperance (zespół transportowy, nie brał udziału w walce, ratował załogę „Natsugumo”), I bitwa pod Guadalcanalem (zespół bombardowania, udział w zatopieniu niszczyciela USS „Monssen” i uszkodzeniu krążownika USS „Helena”), II bitwa pod Guadalcanalem (zespół bombardowania). Działania w rejonie zachodnich Wysp Salomona: bitwa na Morzu Bismarcka (luty/marzec 1943, zespół osłony), rejsy zaopatrzeniowe na Kolombangarę oraz eskortowe. Bitwa na Morzu Filipińskim (czerwiec 1944, 10. dywizjon). Bitwa o Leyte (4. Dywizjon) – zatopiony 25 października 1944 w cieśninie Surigao torpedami amerykańskiego niszczyciela USS „McDermut” i artylerią krążownika lekkiego USS „Denver” (191 zabitych).
„Asashio” (pol. „Poranny przypływ”) (8. Dywizjon) – działania na wodach Malajów i Indonezji; bitwa w cieśninie Badung 19/20 lutego 1942 – uczestniczył w zatopieniu holenderskiego niszczyciela „Piet Hein”, uszkodził niszczyciel USS „Stewart” oraz holenderski krążownik „Tromp” (sam lekko uszkodzony, 4 zabitych). Bitwa pod Midway (zespół wsparcia desantu) – uszkodzony trafieniem bomby 6 czerwca 1942 (22 zabitych, naprawy do września). Działania pod Guadalcanalem (listopad 1942): rejsy zaopatrzeniowe Tokyo Express, bombardowanie Guadalcanalu 13 listopada 1942. Działania na wodach zachodnich Wysp Salomona, rejsy zaopatrzeniowe na Bunę (listopad-grudzień 1942). Zatopiony 4 marca 1943 na Morzu Bismarcka przez amerykańskie lotnictwo armijne, z całą załogą.
„Kasumi” (pol. „Mgiełka / Kwietna mgła”) – osłona ataku na Pearl Harbor (18. Dywizjon). Osłona ataków na Rabaul, Kavieng, Lae, Salamaua (styczeń 1942), rajd na Ocean Indyjski (marzec-kwiecień 1942). Bitwa pod Midway (czerwiec 1942, zespół inwazyjny). Ciężko uszkodzony 5 lipca 1942 koło Kiski (Aleuty) przez amerykański okręt podwodny USS Growler (10 zabitych, naprawy do czerwca 1943). Następnie pełnił zadania eskortowe. Bitwa o Leyte (starcie w cieśninie Surigao, październik 1944). Zatopiony 7 kwietnia 1945 na zachód od Nagasaki przez amerykańskie lotnictwo pokładowe, podczas operacji Ten-gō.
„Michishio” (pol. „Zalewający przypływ”) – działania na wodach Indonezji (8. Dywizjon): bitwa w cieśninie Badung 19 lutego 1942, uszkodzony artylerią amerykańskich niszczycieli i unieruchomiony, naprawy do października 1942. Działania pod Guadalcanalem: rejsy zaopatrzeniowe Tokyo Express (listopad 1942), bombardowanie wyspy 13–14 listopada; uszkodzony przez lotnictwo 14 listopada, naprawy do listopada 1943.
Bitwa na Morzu Filipińskim (czerwiec 1944). Bitwa morska o Leyte (4. Dywizjon) – zatopiony 25 października 1944 w cieśninie Surigao torpedami i artylerią amerykańskich niszczycieli USS „McDermut” i „Hutchins”
„Minegumo” (pol. „Obłok na wierzchołku górskim”) – działania na wodach Filipin i Indonezji (9. Dywizjon): bitwa na Morzu Jawajskim (luty 1942). 1 marca 1943 wraz z „Natsugumo” uszkodził okręt podwodny USS „Perch”. Bitwa pod Midway (czerwiec 1942, zespół osłony), patrole w kampanii na Aleutach, bitwa koło wschodnich Salomonów (sierpień 1942). Działania pod Guadalcanalem: rejsy zaopatrzeniowe Tokyo Express (październik 1942); uszkodzony 5 października 1942 przez lotnictwo, naprawy do lutego 1943. Podczas rejsu zaopatrzeniowego na Kolombangarę, zatopiony w nocy na 6 marca 1943 w zatoce Kula (Wyspy Salomona) przez amerykańskie krążowniki lekkie USS „Montpelier” i „Cleveland” oraz niszczyciele USS „Cony”, „Conway” i „Waller” (wraz z niszczycielem „Murasame”, 46 zabitych).
„Natsugumo” (pol. „Białe letnie chmury”) – działania na wodach Indonezji (9. Dywizjon): bitwa na Morzu Jawajskim 27 lutego 1942. 1 marca 1943 wraz z „Minegumo” uszkodził okręt podwodny USS „Perch”. Bitwa pod Midway (czerwiec 1942, zespół osłony), kampania na Aleutach, bitwa koło wschodnich Salomonów (sierpień 1942). Działania pod Guadalcanalem: rejsy zaopatrzeniowe Tokyo Express (październik 1942). Zatopiony 12 października 1942 w rejonie wyspy Savo koło Guadalcanalu (Wyspy Salomona), po bitwie koło przylądka Ésperance przez amerykańskie lotnictwo piechoty morskiej (16 zabitych).
„Oshio” (pol. „Wysoki przypływ”) – działania na wodach Indonezji (8. Dywizjon): bitwa w cieśninie Badung 19 lutego 1942 – udział w zatopieniu holenderskiego niszczyciela „Piet Hein” i uszkodzeniu USS „Stewart” oraz krążownika „Tromp” (sam lekko uszkodzony artylerią „Trompa”, naprawy do grudnia 1942). Działania pod Guadalcanalem: rejsy zaopatrzeniowe Tokyo Express i ewakuacyjne (styczeń-luty 1943). Zatopiony 20 lutego 1943 koło wyspy Manus (Wyspy Admiralicji) przez amerykański okręt podwodny USS „Albacore” (8 zabitych).
„Yamagumo” (pol. „Górski obłok”) – działania na wodach Filipin (9. Dywizjon): okręt flagowy desantu na Bataan. 31 grudnia 1941 uszkodzony na japońskiej minie, remont do września 1942. Następnie pozostawał na wodach Japonii, od września 1943 eskortował konwoje do Rabaulu i Truk oraz zespoły okrętów. 19 listopada 1943 zatopił okręt podwodny USS „Sculpin”. 1 stycznia 1944 eskortował krążowniki „Noshiro” i „Ōyodo” z zaopatrzeniem do Kavieng i został lekko uszkodzony przez lotnictwo. Bitwa na Morzu Filipińskim (czerwiec 1944, 4. Dywizjon). Zatopiony 25 października 1944 podczas bitwy o Leyte w cieśninie Surigao torpedami amerykańskiego niszczyciela USS „McDermut” (z całą załogą).
Zmiany w uzbrojeniu:
- po wejściu do służby:
  - 6 dział 127 mm w wieżach dwudziałowych (3×II).
    - Długość lufy – L/50 kalibrów, kąt podniesienia 55°

  - 4 działka przeciwlotnicze 25 mm Typ 96 (2×II)
  - 8 wyrzutni torpedowych 610 mm (2×IV) (16 torped)
  - 2 miotacze bomb głębinowych (16 bomb głębinowych)

- od 1943–1944:
  - 4 działa 127 mm (2×II)
  - 15–28 działek przeciwlotniczych Typ 96 25 mm
  - 4 wkm plot 13,2 mm
  - 8 wyrzutni torpedowych 610 mm (2×IV) (8 torped)
  - 4 miotacze bomb głębinowych (36 bomb głębinowych)